# Rodrigo Ariel Muniz Menosse
Rodrigo Ariel Muniz Menosse, noto semplicemente come Rodrigo Muniz (Punta del Este, 1º settembre 2001), è un calciatore uruguaiano, attaccante del Dep. Maldonado.

## Caratteristiche tecniche
È un esterno offensivo che può giocare anche da centravanti.

## Carriera
Cresciuto nel settore giovanile del Dep. Maldonado, ha esordito in prima squadra il 6 maggio 2017, a soli 16 anni, disputando l'incontro di Segunda División Profesional vinto 2-1 contro il Miramar Misiones. Il 17 agosto 2018 è stato acquistato dal Pescara, con cui ha disputato una stagione in primavera segnando 7 reti in 16 presenze fra campionato e coppe. Rientrato in Uruguay, è stato definitivamente promosso in prima squadra ed il 19 agosto 2020 ha debuttato in Primera División Profesional contro il Peñarol, match in cui ha segnato la rete del definitivo 2-0.

## Statistiche
Statistiche aggiornate al 2 dicembre 2020.

### Presenze e reti nei club
| Stagione        | Squadra         | Campionato      | Campionato | Campionato | Coppe nazionali | Coppe nazionali | Coppe nazionali | Coppe continentali | Coppe continentali | Coppe continentali | Altre coppe | Altre coppe | Altre coppe | Totale | Totale | Totale |
| Stagione        | Squadra         | Comp            | Pres       | Reti       | Comp            | Pres            | Reti            | Comp               | Pres               | Reti               | Comp        | Pres        | Reti        | Pres   | Reti   |        |
| --------------- | --------------- | --------------- | ---------- | ---------- | --------------- | --------------- | --------------- | ------------------ | ------------------ | ------------------ | ----------- | ----------- | ----------- | ------ | ------ | ------ |
| 2017            | Dep. Maldonado  | SD              | 2          | 0          |                 | -               | -               |                    | -                  | -                  |             | -           | -           | 2      | 0      |        |
| 2020            | Dep. Maldonado  | PD              | 11         | 3          |                 | -               | -               |                    | -                  | -                  |             | -           | -           | 11     | 3      |        |
| Totale carriera | Totale carriera | Totale carriera | 13         | 3          |                 | -               | -               |                    | -                  | -                  |             | -           | -           | 13     | 3      |        |